# پیتر سیپولون
پیتر سیپولون (انگلیسی: Peter Cipollone؛ زادهٔ ۵ فوریهٔ ۱۹۷۱) قایقران روئینگ اهل ایالات متحده آمریکا بود.
وی در مسابقات کشوری و بین‌المللی در مجموع برندهٔ ۵ مدال طلا، ۲ مدال نقره، ۱ مدال برنز شده‌است.